# Дмитриевская суббота
Дими́триевская суббо́та, Димитриева суббота — день всеобщего поминовения усопших, родительская суббота в традиции Русской, Сербской и Болгарской православных церквей. 
При этом в богослужебном уставе этот день не является заупокойным. Совершается ежегодно в субботу перед днём памяти великомученика Димитрия Солунского, приходящимся на 26 октября (8 ноября). У русских последний поминальный день в году, когда поминали усопших предков.

## История установления в Русской Православной Церкви
В православной литературе приводится мнение, что поминовение усопших в субботу перед днём памяти великомученика Димитрия Солунского было установлено князем Дмитрием Донским после тяжёлой и кровопролитной битвы на Куликовом поле. Куликовская битва завершилась в день Рождества Пресвятой Богородицы 8 сентября 1380 года, князь Димитрий Иоаннович по возвращении с битвы посетил Троице-Сергиеву лавру. В Троицкой обители совершили поминовение православных воинов, павших в Куликовской битве, заупокойным богослужением и общей трапезой. 

С величайшей радостью возвратился в Москву великий князь, получивший за столь славную победу над татарами прозвище Донского, и немедленно отправился к преподобному Сергию. Прибыв в обитель, он от всего сердца воздал благодарение Господу, «Сильному во бранех», благодарил святого игумена и братию за молитвы, рассказал преподобному подробно о битве, повелел служить заупокойные литургии и панихиды за всех воинов, убиенных на Куликовом поле…
— Димитрий Ростовский. Житие и чудеса преподобного и богоносного отца нашего Сергия, Радонежского чудотворца
В русских рукописях Дмитриевская суббота упоминается редко и не отмечается в переводных литургических книгах. Она известна лишь по соборным «Чиновникам» и монастырским «Обиходникам», в которых отраженны особенности реальной богослужебной практики древнерусских храмов и монастырей. В последних под ней указывается поминовение только усопшей монастырской братии. Одним из первых упоминаний Димитровской субботы как дня поминовения всех усопших является указание в сборнике XV века новгородского происхождения.
По письменным источникам ещё в XVII веке Дмитриевская суббота, предположительно, не связывалась с поминовением воинов, погибших в Куликовскую битву. Уже позже появился духовный «Стих о Димитровской родительской субботе, или Видение Димитрия Донского». В стихе описывается виде́ние Димитрия Донского во время Божественной литургии воинов, павших на поле брани, слышит предсказания о своей смерти. Стих заканчивается словами: «А на память дивнаго видения уставил он Дмитровску субботу». Этот стих считается аргументом в пользу установления Дмитриевской субботы, как дня поминовения воинов, павших на поле Куликовом.
Архиепископ Димитрий считал, что Димитриевская родительская суббота заменила собой языческие тризны, существовавшие ранее у славян. Первоначально осенние поминки по усопшим предкам не были приурочены к определённому дню. На Севере Руси ещё в конце XIX века осеннее поминовение, как остаток древней практики, совершалось в Покровскую субботу. В середине XIX веке святитель Филарет (Дроздов) писал:

О Дмитриевой субботе постановления не знаю, кроме предания нашего, русского. Может быть, поминовение преподобным Сергием падших в Мамаевой битве было началом общаго поминовения? День поминовения, может быть, определился первою удобностию по возвращении из похода. Или, может быть, по кончине Дмитрия Донского в ближайшую подле ангела его субботу (обычный в неделе день поминовения усопших, потому что в сей день Господь наш пребывал в усопших) определили поминать его и сподвижников его, и, как всякому при сем, кстати было помянуть и своих присных, то поминовение сделалось всеобщим.

В XIX веке мнение о связи Дмитриевской субботы и памяти воинов, погибших в Куликовской битве, становится общепринятым, и в 1903 году был издан императорский указ о совершении в этот день в войсковых частях панихиды по воинам «за веру, царя и Отечество, на поле брани живот свой положившим».
У старообрядцев-беспоповцев служба Димитровской субботы совершается по уставу вселенской родительской субботы.
C 1968 года Болгарская Православная Церковь перешла  на новый стиль, но народная традиция поминание предков перед 8 ноября осталась (на 8 ноября ранее выпадал Дмитриев день по григорианскому календарю, также как в современной России). И с этого времени осеннее поминовение усопших стало совершаться перед днём архангела Михаила (8 ноября в современной Болгарии). Такой день может называться «Димитровска задушница» или «Архангелова задушница».

## Славянские традиции

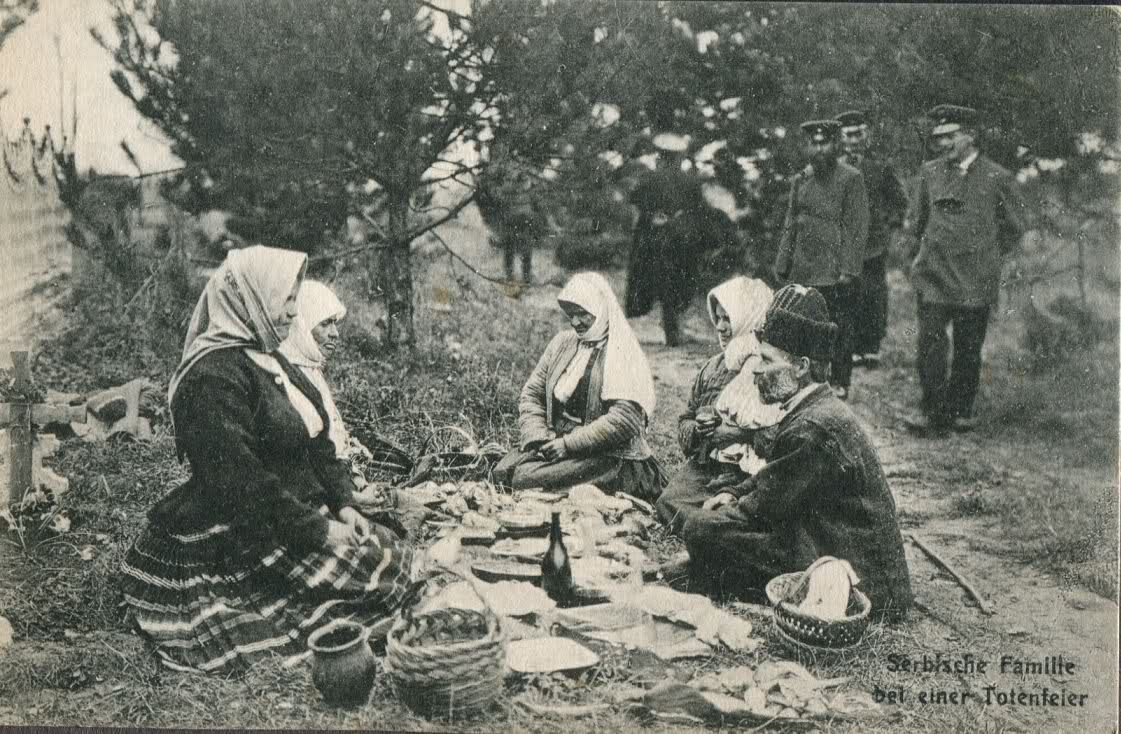
Сербские задушницы. Ранее 1918 года

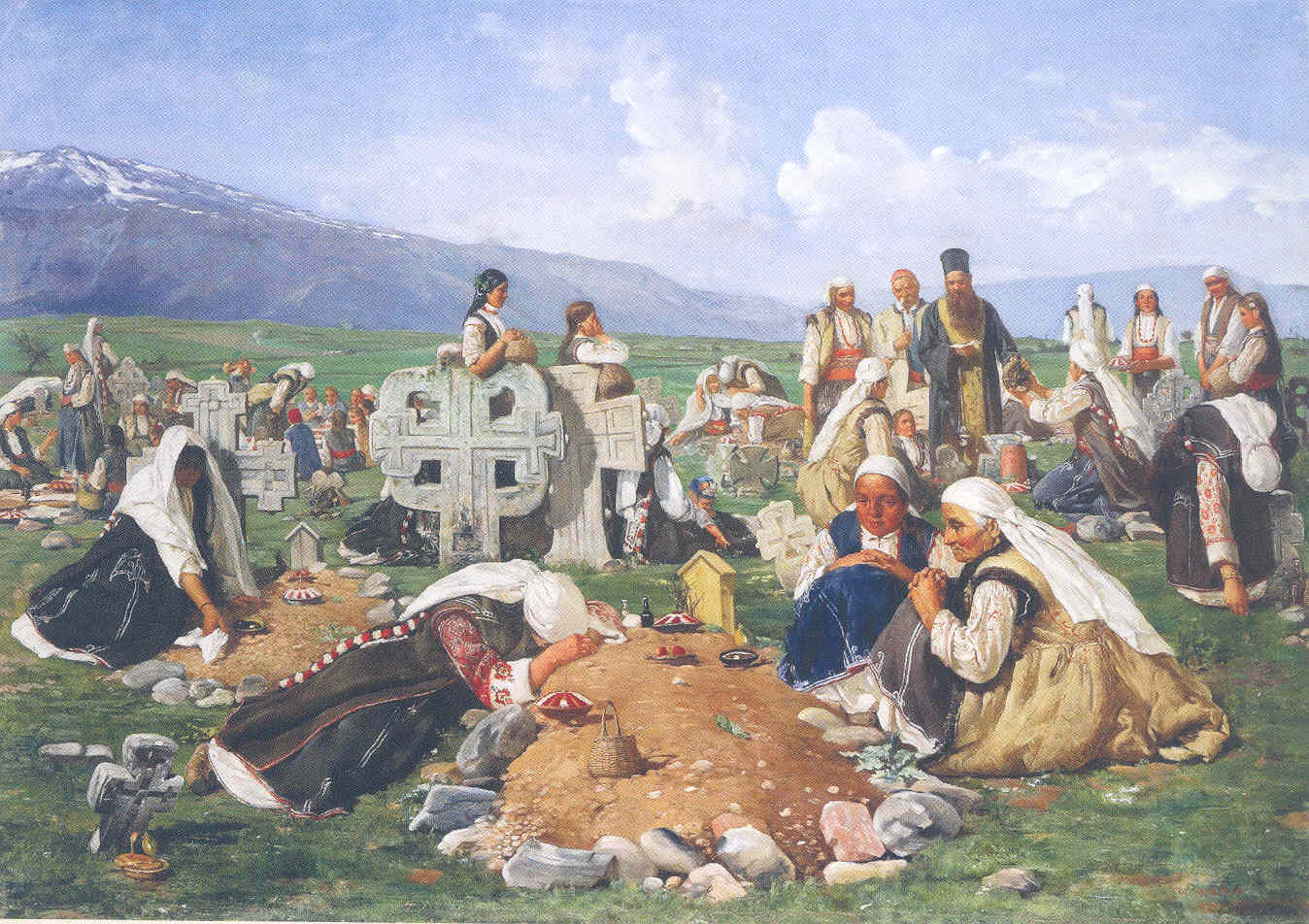
Иван Мырквичка. Задушницы у болгар, 1890

### Другие названия
рус. Дмитровская, Дмитриевская родительская, Поминальная, Вселенская, Дедова суббота; бел. Асяніны, Змітроўскія дзяды, Змітроўка; укр. Вечеря дідів, Діди, Осінні Діди, Дідівські суботи, Дідівська днина, Баби, Дмитрівська поминальна субота, Дмитрівська батьківська субота, Поминальниця; болг. Димитровска задушница, Голяма задушница, Митровско одуше, Усенско одуше, Архангелова задушница; макед. Митровденска задушница, Митровски мртвен; серб. Митровске задушнице, Затворне задушнице.

### Традиции
Ещё в начале XX века русские Дмитровскую субботу проводили торжественно: ходили на могилы своих усопших родственников и служили здесь панихиды, устраивали богатые подношения церковнослужителям. Женщины причитали на могилах родителей и наиболее близких родных. «Родительская справлялась, что называется, честь-честью. Приготовляется к ней деревенщина-посельщина, словно к какому великому празднику: пива варит, мёда сытит, пироги печёт, кисели заготовляет разные — поминальщикам да причту церковному на угощение, усопшим родителям-сродственникам на вспомин души».
В субботу перед Дмитриевым днём на Руси справляли «прощальные поминки» по усопшим (в отличие от весенних: радоницких и троицких). В центральном Полесье поминки в пятницу бывали постными и назывались «дедами», а в субботу скоромными и назывались «бабами». Дмитровская неделя называется родительской, дедовой. В Литве и Белоруссии этот день назывался «Пиром козла», где первенствовал козляр, гусляр, жрец и песнопевец.
Во многих местах России поминовение близких в Дмитриевскую субботу совершалось на могилах и сопровождалось трапезой с выпивкой, воспоминанием добрых качеств и поступков усопшего. Обычной едой на поминках были: кутья, овсяный кисель с сытой и молоком, пироги, блины, коржи, кныши, лепёшки. Также могли принести молочную кашу, яйца всмятку, калачи, сытники. Из напитков — пиво, а с середины XIX века — водка.  Верили, что покойник также участвует в поминальной трапезе на могиле, поэтому не пировать над прахом считалось грехом. Во время трапезы вспоминали добрые качества и поступки усопшего. Бытовал обычай, по которому повенчавшиеся в октябре пекли к этому дню особые «поминальные пироги» и относили их на кладбище, оставляя там на могилах.
В Вятской губернии в Дмитриевскую субботу или другой осенний праздник молили старую наседку, трижды высидевшую цыплят (троецыплятница, куретёна): птицу закалывали и устраивали трапезу для вдов и старух.

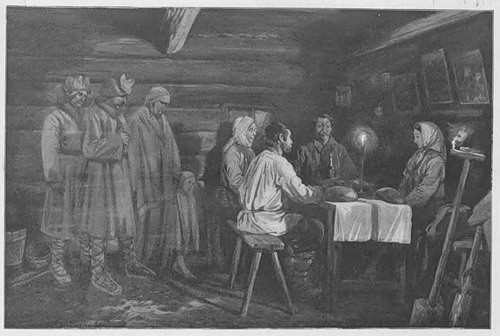
Родительский день в Белоруссии. XIX век.

В ночь на субботу у сербов, черногорцев и македонцев на стол ставили хлеб, освящённую воду и вино, так как верили, что в полночь придут души умерших. У хорватов подобный обычай существовал в «день душ» или «день мёртвых» (хорв. dusnidan, mrtvi dan) 2 ноября. Македонцы называли этот день — митровденска задушница, митровски мртвен. Так же, как у соседей католиков (хорватов и словенцев), было принято ходить на могилы предков и зажигать на них свечи, приносит питьё и еду для умерших. В Сербии и Черногории пекли небольшие хлебцы для покойникам, причём различные по форме для мужчин и для женщин.
В Сербской православной церкви Дмитриевская суббота (серб. Митровске задушнице, затворне задушнице) входит в число четырёх главных поминальных суббот в году. В сербской народной традиции поминки перед Дмитриевым днём местами совершались в пятницу, а не в субботу.
Болгары осенний поминальный день (задушницы) отмечают в субботу перед Димитровым днём, реже после него (болг. Димитровска задушница, голяма задушница, страндж. Митровско одуше, есенско одуше) или в субботу перед Михайловым днём, 8 ноября (болг. Архангелова, Рангелова задушница, Рангелска душница, Архангелска одуша, капанск. душна събота). Осенняя задушница может считаться в тех или иных регионах главной задушницей года. В Дмитриевскую субботу служба ведётся только в нескольких храмах Болгарской православной церкви, тогда как Михайловская суббота считается поминальным днём всей Болгарской церкви.

### Поговорки и приметы
- Дмитриева суббота — кутейникам работа[30].
- Покойнички на Русь Дмитриев день ведут; покойнички ведут, живых блюдут[31].
- На дедовой неделе и родители вздохнут[32].
- Жили деды́ — не знали беды́, а внуки познали муки (бел. Жылі дзяды — не бачылі бяды, а ўнукі набраліся мукі)[33].
- Дмитриева суббота по снегу, и святая по снегу[34].
- Не всегда поповым ребятам Дмитриева суббота[35].